# شریف گورن
شریف گورِن ( به انگلیسی: Şerif Gören) (۱۴ اکتبر ۱۹۴۴ – ۸ دسامبر ۲۰۲۴) کارگردان اهل ترکیه بود. او برای فیلم جاده برنده نخل طلایی جشنواره فیلم کن ۱۹۸۲ شد. او ابتدا تدوین‌گر و دستیار کارگردان بود و سپس اولین فیلم‌اش را در سال ۱۹۷۴ کارگردانی کرد. او بیش از سی فیلم ساخته‌است.